# Johann Nikolaus Petri
Der Eisenacher Hofgärtner Johann Nikolaus Petri (1673–1741) war ein deutscher Hofgärtner und Landschaftsarchitekt.
Petri entstammte selbst einer Gärtnerdynastie, welche nicht nur durch die Heirat seiner Tochter Dorothea Regina Petri (1702–1760) mit dem Sachsen-Weimarischen Wildmeister Johann Valentin Sckell mit der Förster- und Gärtnerdynastie der Sckell verbunden wurde. Hauptsächlich war er in Wilhelmsthal tätig. Mit dem Ausbau des Jagdschlosses Wilhelmsthal zur Sommerresidenz ab 1710 wuchsen zugleich die Aufgaben Petris. Petri war seit 1708 in Wilhelmsthal tätig. Auch dessen Neffe Johann Philipp Petri wirkte in Wilhelmsthal. Bis 1758 wirkte Johann Conrad Petri dort. Damit hatten die Petri Wilhelmsthal nacheinander für ein halbes Jahrhundert den gartengestalterischen Stempel aufgedrückt. Danach geriet der Schlosspark in Verfall, bis Hermann Fürst Pückler-Muskau diesen wieder ansehnlich gestaltete. Vom einstigen Wirken der Petri ist in Wilhelmsthal wohl nichts oder nicht viel erhalten. Das liegt nicht zuletzt daran, dass die barocke Formensprache des einstigen Gartens zu Zeiten der Petris nicht mehr mit dem naturphilosophischen Konzept in Übereinstimmung zu bringen war und man so eher sich an der englischen Garten- und Landschaftsbaukunst orientierte.
Sein Sohn Johann Ludwig Petri schuf die Rundanlage des Barockgartens von Schloss Schwetzingen.